# Jesper Stålheim
Jesper Stålheim (Karlstad, 23 de marzo de 1988) es un deportista sueco que compite en vela en la clase Laser. Ganó cuatro medallas en el Campeonato Europeo de Laser entre los años 2012 y 2018.

## Palmarés internacional
| \| Campeonato Europeo \| Campeonato Europeo \| Campeonato Europeo \| Campeonato Europeo \| \| Año \| Lugar \| Medalla \| Clase \| \| ------------------ \| ----------------------------------- \| ------------------ \| ------------------ \| \| 2012 \| Hourtin (Francia) \| Medalla de plata \| Laser \| \| 2013 \| Dún Laoghaire (Irlanda) \| Medalla de bronce \| Laser \| \| 2016 \| Las Palmas de Gran Canaria (España) \| Medalla de oro \| Laser \| \| 2018 \| La Rochelle (Francia) \| Medalla de bronce \| Laser \| |                                     |                   |       |
| Campeonato Europeo |                                     |                   |       |
| Año | Lugar                               | Medalla           | Clase |
| 2012 | Hourtin (Francia)                   | Medalla de plata  | Laser |
| 2013 | Dún Laoghaire (Irlanda)             | Medalla de bronce | Laser |
| 2016 | Las Palmas de Gran Canaria (España) | Medalla de oro    | Laser |
| 2018 | La Rochelle (Francia)               | Medalla de bronce | Laser |